# Edgar Mahon
Edgar Mahon (född 1868 i Maseru, Lesotho; död 10 januari 1936) var en pastor och kyrkoledare i södra Afrika i början av 1900-talet.
Mahon började sin bana som officer inom Frälsningsarmén men efter en tids sjukdom kom han i kontakt med Johannes Büchler, ledare för en församling i Johannesburg, tillhörande amerikanska Christian Catholic Church. Mahon blev helad efter att Büchler bett för honom och förkunnade sedan själv öppet om gudomligt helande genom förbön.
Det kom till en brytning med Frälsningsarmén 
 och när CCC-missionären Daniel Bryant återvände till USA överlämnade han tillsynen över missionsarbetet i Sydafrika till pastor Mahon.
Tillsammans med sin vän Daniel Nkonyane byggde han sionistkyrkor över hela Sydafrika, bland annat Mahon Evangelical Church of Southern Africa (MECSA).